# Mitsuru Nagata
Mitsuru Nagata (永田 充 Nagata Mitsuru?) (6 de abril de 1983) es un jugador de fútbol japonés y actualmente jugando para el club japonés Tokyo United FC.

## Carrera internacional
Fue un participante en la Copa Mundial de Fútbol Sub-20 de 2003 en los Emiratos Árabes Unidos. Fue convocado por la selección de fútbol de Japón en 2004. Hizo su debut internacional el 2 de septiembre de 2010 en un partido amistoso contra el equipo de Guatemala. También fue seleccionado en la selección nacional para las finales de la Copa Asiática 2011 como reemplazo por el lesionado Tomoaki Makino.

## Estadística de carrera

### Club
Actualizado a 23 febrero 2017.
| Club                  | Temporada        | Liga  | Liga  | Copa del Emperador | Copa del Emperador | Copa J. League | Copa J. League | Otro1 | Otro1 | Total | Total |
| Club                  | Temporada        | Part. | Goles | Part.              | Goles              | Part.          | Goles          | Part. | Goles | Part. | Goles |
| --------------------- | ---------------- | ----- | ----- | ------------------ | ------------------ | -------------- | -------------- | ----- | ----- | ----- | ----- |
| Kashiwa Reysol        | 2002             | 6     | 0     | 0                  | 0                  | 0              | 0              | -     | -     | 6     | 0     |
| Kashiwa Reysol        | 2003             | 23    | 0     | 1                  | 0                  | 4              | 0              | -     | -     | 28    | 0     |
| Kashiwa Reysol        | 2004             | 28    | 2     | 1                  | 0                  | 4              | 0              | 2     | 0     | 35    | 2     |
| Kashiwa Reysol        | 2005             | 5     | 1     | 0                  | 0                  | 1              | 0              | 2     | 0     | 8     | 1     |
| Kashiwa Reysol        | Total            | 62    | 3     | 2                  | 0                  | 9              | 0              | 4     | 0     | 77    | 3     |
| Albirex Niigata       | 2006             | 0     | 0     | 0                  | 0                  | 0              | 0              | -     | -     | 0     | 0     |
| Albirex Niigata       | 2007             | 22    | 0     | 0                  | 0                  | 3              | 0              | -     | -     | 25    | 0     |
| Albirex Niigata       | 2008             | 30    | 1     | 2                  | 0                  | 5              | 0              | -     | -     | 37    | 1     |
| Albirex Niigata       | 2009             | 33    | 0     | 4                  | 0                  | 6              | 0              | -     | -     | 43    | 0     |
| Albirex Niigata       | 2010             | 34    | 0     | 2                  | 0                  | 6              | 0              | -     | -     | 42    | 0     |
| Albirex Niigata       | Total            | 119   | 1     | 8                  | 0                  | 20             | 0              | -     | -     | 147   | 1     |
| Urawa Diamantes rojos | 2011             | 34    | 2     | 0                  | 0                  | 7              | 0              | -     | -     | 41    | 2     |
| Urawa Diamantes rojos | 2012             | 29    | 0     | 2                  | 0                  | 4              | 1              | -     | -     | 35    | 1     |
| Urawa Diamantes rojos | 2013             | 9     | 0     | 2                  | 0                  | 1              | 0              | 2     | 0     | 14    | 0     |
| Urawa Diamantes rojos | 2014             | 13    | 0     | 2                  | 0                  | 4              | 0              | -     | -     | 19    | 0     |
| Urawa Diamantes rojos | 2015             | 5     | 0     | 1                  | 0                  | 1              | 0              | 3     | 0     | 10    | 0     |
| Urawa Diamantes rojos | 2016             | 1     | 0     | 0                  | 0                  | 0              | 0              | 3     | 0     | 4     | 0     |
| Urawa Diamantes rojos | Total            | 91    | 2     | 7                  | 0                  | 17             | 1              | 8     | 0     | 123   | 3     |
| Total de carrera      | Total de carrera | 272   | 6     | 17                 | 0                  | 46             | 1              | 12    | 0     | 347   | 7     |

Incluye otras competiciones competitivas, incluyendo la J. League Promotion / Relegation Series.

### Internacional
| Equipo nacional | Año | Partidos | Goles |
| --------------- | --- | -------- | ----- |
| Japón sub-20    |     |          |       |
| 2002            | 6   | 0        |       |
| 2003            | 3   | 0        |       |
| Total           | 9   | 0        |       |
| Japón           |     |          |       |
| 2003            | 0   | 0        |       |
| 2010            | 1   | 0        |       |
| 2011            | 1   | 0        |       |
| Total           | 2   | 0        |       |

### Aspectos en competiciones importantes
| Equipo | Competición                           | Categoría | Aspectos | Aspectos | Goles | Registro de equipo |
| Equipo | Competición                           | Categoría | Inicio   | Sub      | Goles | Registro de equipo |
| ------ | ------------------------------------- | --------- | -------- | -------- | ----- | ------------------ |
| Japón  | Campeonato Juvenil de la AFC 2002     | U-19      | 6        | 0        | 0     | Subcampeones       |
| Japón  | Copa Mundial de Fútbol Sub-20 de 2003 | U-20      | 2        | 1        | 0     | Cuartos de final   |
| Japón  | Copa Asiática 2011                    | Sénior    | 0        | 1        | 0     | Campeones          |

## Honores

### Japón
- Copa Asiática: 1
  - 2011

### Urawa Rojos
- Copa J. League: 1
  - 2016

### Individual
- Campeonato Sub-19 de la AFC: 1
  - 2002